# Maxwell McCombs
Maxwell McCombs (Birmingham, Alabama, 3 de Dezembro 1938), é um jornalista, pesquisador e professor estadunidense considerado um dos fundadores da pesquisa empírica sobre a teoria do Agenda Setting. 

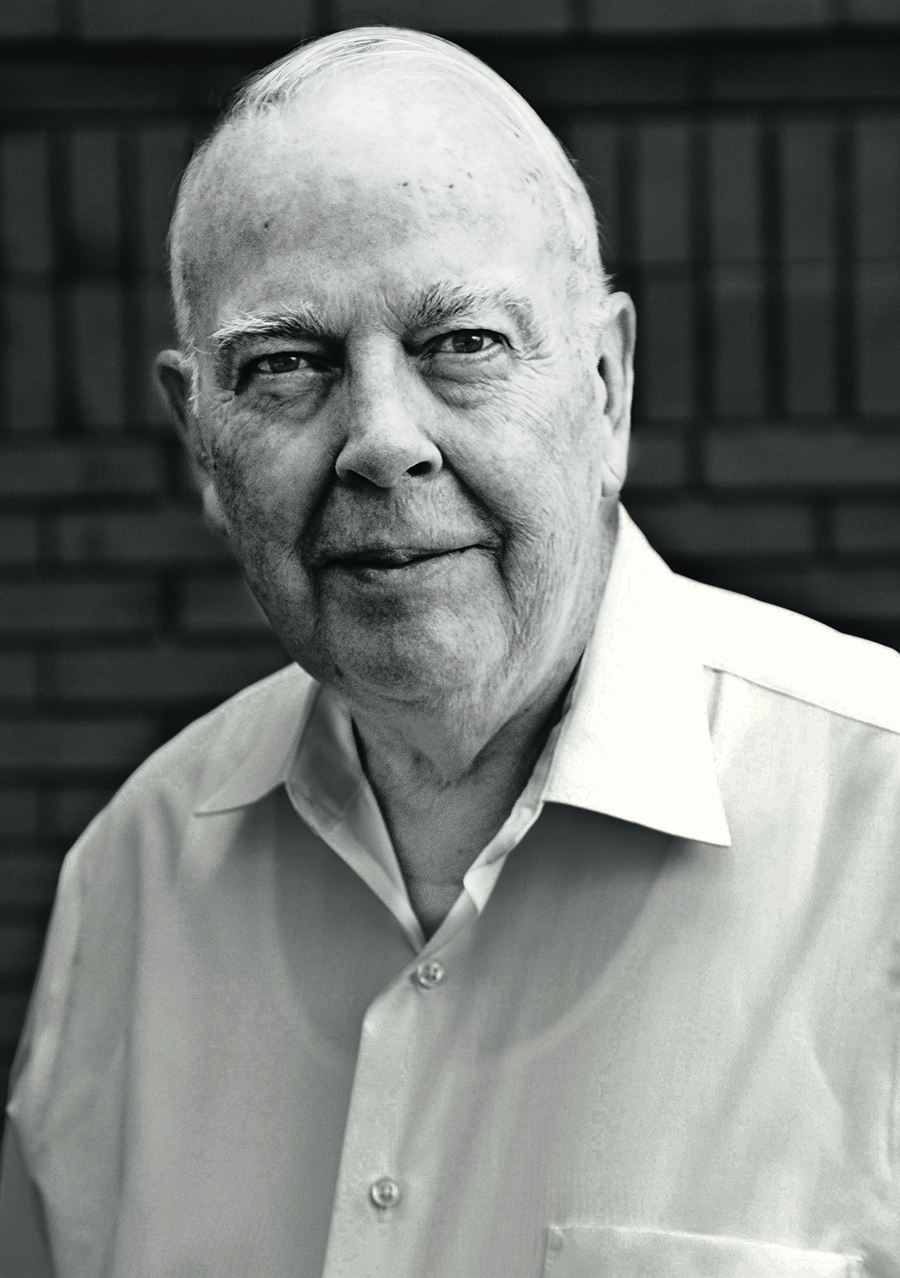
Jornalista, pesquisador e professor estadunidense Maxwell McCombs

## Vida acadêmica
McCombs se graduou em 1960, depois de estudar letras na Universidade de Tulane em Nova Orleans. Logo depois, ele se inscreveu no programa de mestrado da Universidade de Stanford, o qual completou em 1961. Retornou neste mesmo ano para Nova Orleans e a sua carreira jornalística começou no New Orleans Times, onde trabalhou como repórter até 1963. Três anos mais tarde, Maxwell foi nomeado doutor pela Universidade de Stanford.
Depois de conseguir, em 1966, o seu doutorado, ele decidiu dedicar-se à educação. Concretamente, a sua experiência docente começa na Universidade de Los Angeles (1965-1966), onde foi professor assistente até se transferir para a Universidade da Carolina do Norte (1967-1973), em Chapel Hill. Lá, McCombs e Donald L. Shaw começaram seus 40 anos de colaboração em pesquisas.
McCombs passou também, posteriormente, pela Universidade de Syracuse (1973-1985). Cabe destacar que ele foi diretor da American Newspaper Publishers Association News Research Center, da American Newspaper Publishers Association de 1975 até o fim de 1984. Um ano mais tarde, incorporou o Departamento de Jornalismo da Universidade do Texas, em Austin, que compartilha cursos com a Universidade de Navarra (Espanha), onde fica até 1991. Desde 1994, Maxwell é professor visitante da Universidade de Navarra na Espanha e, de 1997 a 1998, foi presidente da Associação Mundial de Pesquisa em Opinião Pública.

## Estudo
O conceito de Agenda Setting, sobre o qual McCombs teoriza juntamente com Donald Shaw, refere-se à influência que o conteúdo da mídia exerce sobre as preocupações dos receptores. Estudando o papel dos meios de comunicação de massa nas eleições presidenciais americanas de 1968, os dois pesquisadores, ambos professores de jornalismo da Universidade da Carolina do Norte, em Chapel Hill, testaram e confirmaram a hipótese de que as notícias veiculadas pela mídia exercem grande influência sobre as questões que o público considera mais importantes.
McCombs e Shaw demonstraram que a audiência, frequentemente, julga a importância de uma notícia com base em quão frequente e proeminente ela é coberta pela mídia, indicando assim o grau em que a mídia forma a Opinião Pública. Os dois concluíram que a elaboração da teoria do agendamento está na base da política e é especialmente intensa nas etapas eleitorais, nas quais os políticos, através da mídia, buscam manter interesse pelos temas que são objeto do seu programa político partidário. O artigo que resultou desse estudo, “A função do agenda-setting dos meios de comunicação de massa”, apareceu no Public Opinion Quarterly, um jornal acadêmico da Universidade de Oxford, em 1972, e é, possivelmente, o artigo mais citado no campo da pesquisa de comunicação de massa.
Desde então, centenas de estudos sobre o Agenda Setting ocorreram, muitos dos quais foram descritos no livro de McCombs: Definindo a Agenda: A Mídia de Massa e Opinião Pública (2004).  